# آشاغی سوغوت‌لو (بسنی)
آشاغی سوغوت‌لو (انگلیسی: Aşağısöğütlü, Besni) یک منطقه مسکونی در ترکیه است که در استان آدیامان و در ناحیه بسنی واقع شده است.